# Roggia Babbiona
La roggia Babbiona (dialetto cremasco: róda Babiùna) è un corso d'acqua artificiale della provincia di Cremona, scavato per scopi irrigui.

## Storia
Lo scavo della roggia è assai antico e risale al 1463, coevo alla vicina roggia Malcontenta. Lo scopo è quello di fornire acqua per fini irrigui nei territori di Offanengo (che utilizza 1/3 delle sue acque), Izano e Madignano.
Secondo Valerio Ferrari il termine Babbiona potrebbe derivare dal termine latino bajulus "portatore", nel caso specifico interpretato come "canale portatore d'acqua". Dal termine latino si è passati al volgare bàiona e quindi alla voce attuale.

## Percorso
La roggia viene derivata da uno sbarramento (palata) costruito lungo il fiume Serio presso Casale Cremasco da cui ottiene la maggior parte dell'acqua necessaria. La roggia, tuttavia, gode anche di proprie risorgive.
Lasciato a nord l'abitato di Casale Cremasco si dirige verso sud lasciandosi sulla destra Ricengo, quindi raggiunge la strada Bottaiano-Offanengo attraversando quest'ultimo abitato. Si dirige parallelamente alla roggia Pallavicina verso Izano, quindi in territorio di Madignano si esaurisce in vari bocchelli (Traversino, Verdello, Abazzia e Zubino).
La sua lunghezza è di circa 11 km e la sua portata è pari a 2,8 m³/s.